# 어도비 (기업)
어도비(Adobe)는 사진, 동영상, 이미지와 그래픽 디자인 등의 미디어에 관한 작업을 목적으로 하는 소프트웨어인(대표적으로 포토샵, 일러스트레이터, 라이트룸, 이펙트, 프리미어 프로 등의) 크리에이티브 클라우드, PDF와 호환될 수 있게 하여 문서 작업과 변환을 지원하는 Document 클라우드, 기업들의 디지털 전환을 통해 사업에 도움이 되는 정보들을 제공하는 Experience 클라우드를 제공하는 기업으로서, 이 3개의 사업부문들과 함께 '디지털 경험을 통해 세상을 바꾸자'는 비전을 가지고 있는 소프트웨어 회사이다. 2007년 12월부터 샨타누 나라옌이 CEO를 맡고 있다.
포스트스크립트 페이지 기술 언어를 개발하고 판매하기 위해 제록스 PARC를 떠난 존 워녹과 찰스 게시키는 1982년 12월에 어도비를 설립하였다. 1985년에 애플 컴퓨터는 포스트스크립트를 레이저라이터 프린터에 사용하기 위해 라이선스하였으며, 이로써 탁상 출판 혁명의 시발점이 되었다. "어도비"(Adobe)라는 회사 이름은 회사 창립자 존 워녹의 집 뒤에 흐르던 어도비 개천(Adobe Creek)에서 따온 것이다. 어도비는 이전 경쟁사인 매크로미디어를 2005년 12월에 인수한 바 있다.
2007년 1월쯤, 어도비 시스템즈는 6,677 명을 고용하고 있고, 그 가운데 40 퍼센트가 새네제이에서 일하고 있다. 2022년 기준 어도비의 직원은 전 세계적으로 26,000명이 넘는다. 어도비는 또한 워싱턴 시애틀, 샌프란시스코, 오타와, 캐나다, 미니애폴리스, 미네소타, 뉴튼 (메사추세츠주), 샌 루이스 오비스포, 독일의 함부르크, 인도의 노이다와 벵갈루루에서 주된 개발을 진행하고 있다. 또한 인도의 노이다(Noida)와 방갈로르(Bangalore)에서도 주요 개발 사업을 운영하고 있다.

## 역사
회사는 존 워녹의 차고에서 시작되었다. 회사 이름인 어도비는 워녹의 집 뒤를 흐르는 하천인 캘리포니아주 로스앨토스에 있는 어도비 크릭에서 유래되었다. 그 개울은 그곳에서 발견된 점토의 종류(어도비는 머드브릭의 스페인어 단어임) 때문에 그렇게 명명되었으며, 이는 회사 소프트웨어의 창의적인 성격을 암시한다. 어도비의 기업 로고는 양식화된 "A"를 특징으로 하며 존 워녹의 아내인 그래픽 디자이너 마바 워녹이 디자인했다. 2020년에는 로고를 단색, 올레드 로고로 업데이트하는 등 시각적 아이덴티티를 업데이트했다.
스티브 잡스는 1982년에 회사를 500만 달러에 인수하려고 시도했지만 워녹과 게슈케는 이를 거부했다. 투자자들은 잡스와 뭔가 문제를 해결해 보라고 촉구했고, 그래서 그들은 잡스와 회사 지분 19% 상당의 주식을 그에게 팔기로 동의했다. 잡스는 당시 회사 가치의 5배에 달하는 금액과 포스트스크립트에 대한 5년 라이센스 비용을 미리 지불했다. 이러한 구매 및 승격을 통해 어도비는 실리콘 밸리 역사상 첫 해에 수익을 올린 최초의 회사가 되었다.
워녹과 게슈케는 복사 서비스 사업과 사무용 인쇄를 위한 턴키 시스템을 포함한 다양한 사업 옵션을 고려했다. 그런 다음 전문 인쇄 소프트웨어 개발에 집중하기로 결정하고 어도비 포스트스크립트 페이지 설명 언어를 만들었다.
포스트스크립트는 여러 언어의 문자 형식을 설명하는 알고리즘을 포함하고 있기 때문에 컴퓨터 인쇄에 대한 최초의 진정한 국제 표준이었다. 어도비는 1988년에 한자 프린터 제품을 추가했다. 워녹과 게슈케도 조판 제조업체와 연결하여 포스트스크립트의 신뢰성을 강화할 수 있었다. 그들은 컴퓨그래픽으로 작업할 수 없었지만 리노타입과 협력하여 (리노트론 100을 통해) 헬베티카 및 타임스 로만 글꼴에 대한 라이센스를 얻었다. 1987년까지 포스트스크립트는 400개 이상의 타사 소프트웨어 프로그램과 19개 프린터 회사와의 라이센스 계약을 통해 업계 표준 프린터 언어가 되었다.
워녹은 이 언어를 사무실 인쇄에 그래픽 아트 표준을 적용하는 능력에서 "확장 가능"하다고 설명했다.
포스트스크립트 이후 어도비의 첫 번째 제품은 타입 1이라는 독점 형식으로 출시된 디지털 글꼴이었으며 빌 팩스턴이 스탠퍼드를 떠난 후 작업했다. 이후 애플은 글꼴 윤곽선에 의해 생성된 픽셀 패턴의 완전한 확장성과 정밀한 제어를 제공하는 경쟁 표준인 트루타입을 개발하고 이를 마이크로소프트에 라이선스했다.
1980년대 중반, 어도비는 애플 매킨토시용 벡터 기반 드로잉 프로그램인 일러스트레이터를 통해 소비자 소프트웨어 시장에 진출했다. 회사 내부 글꼴 개발 소프트웨어에서 성장한 일러스트레이터는 포스트스크립트 지원 레이저 프린터의 대중화에 도움을 주었다.
어도비는 1986년 8월에 나스닥 컴포지트 지수에 편입되었다. 어도비의 수익은 1999년 약 10억 달러에서 2012년 40억 달러로 증가했다. 어도비의 회계 연도는 12월부터 11월까지이다. 예를 들어, 2020년 회계연도는 2020년 11월 27일에 종료되었다.
1989년에 어도비는 포토샵이라는 매킨토시용 그래픽 편집 프로그램인 자사의 주력 제품이 될 제품을 출시했다. 안정적이고 모든 기능을 갖춘 포토샵 1.0은 어도비에 의해 효과적으로 판매되었으며 곧 시장을 장악했다.
1993년에 어도비는 PDF, 어도비 어크로뱃 및 리더 소프트웨어를 출시했다. PDF는 현재 국제 표준인 ISO 32000-1:2008이다.
1991년 12월 어도비는 어도비 프리미어를 출시했으며 어도비는 2003년에 어도비 프리미어 프로로 브랜드를 변경했다. 1992년 어도비는 OCR 시스템즈를 인수했다. 1994년 어도비는 알두스 코퍼레이션을 인수하고 이후 제품 라인에 페이지메이커 및 애프터 이펙트를 추가했다. 또한 TIFF 파일 형식을 제어한다. 같은 해 어도비는 레이저툴스 및 컴퓨션을 인수했다. 1995년 어도비는 프레임 테크놀로지를 인수한 후 장문 문서 DTP 응용 프로그램인 프레임메이커를 제품 라인에 추가했다. 1996년 어도비는 아레스 소프트웨어를 인수했다. 2002년 어도비는 캐나다 회사인 Accelio(젯폼)를 인수했다.
2003년 5월 어도비는 Syntrillium Software로부터 오디오 편집 및 멀티트랙 녹음 소프트웨어인 쿨 에딧 프로를 1,650만 달러에 구입했을 뿐만 아니라 "Loopology"라는 대형 루프 라이브러리도 구입했다. 그런 다음 어도비는 쿨 에딧 프로의 이름을 "어도비 오디션"으로 바꾸고 크리에이티브 제품군에 포함시켰다.
2005년 12월 3일 어도비는 콜드퓨전, 컨트리뷰트, 캡티베이트, 브리즈(어도비 커넥트로 브랜드 변경), 디렉터, 드림위버, 파이어웍스, 플래시, 플래시플레이어, 플렉스를 추가하여 약 34억 달러 상당의 주식 교환을 통해 주요 경쟁사인 매크로미디어를 인수했다. 프리핸드, 홈사이트, JRun, 프레젠터 및 오소웨어를 어도비 제품 라인으로 확장한다.
어도비는 2008년 4월 어도비 미디어 플레이어를 출시했다. 4월 27일 어도비는 드림위버를 위해 기존 HTML/웹 개발 소프트웨어인 고라이브의 개발 및 판매를 중단했다. 어도비는 고라이브 사용자에게 드림위버 할인을 제공하고 온라인 튜토리얼 및 마이그레이션 지원을 통해 여전히 고라이브를 사용하는 사람들을 지원한다. 6월 1일, 어도비는 공동 작업을 위한 일련의 웹 애플리케이션인 Acrobat.com을 출시했다. 디자인, 웹, 프로덕션 프리미엄 및 마스터 콜렉션이 포함된 크리에이티브 스위트 4는 2008년 10월에 약 US$1,700~$2,500의 가격으로 또는 개별 애플리케이션별로 6가지 구성으로 출시되었다. 윈도우 버전의 포토샵에는 64비트 처리 기능이 포함되어 있다. 2008년 12월 3일, 어도비는 취약한 경제 환경을 이유로 직원 600명(전 세계 직원의 8%)을 해고했다.
2009년 9월 15일, 어도비 시스템즈는 온라인 마케팅 및 웹 분석 회사인 옴니투어를 18억 달러에 인수할 것이라고 발표했다. 거래는 2009년 10월 23일에 완료되었다. 이전 옴니투어 제품은 어도비 마케팅 클라우드에 통합되었다.
2009년 11월 10일에 회사는 680명의 직원을 추가로 해고했다.
어도비의 2010년은 아이폰, 아이패드 및 기타 제품에서 어도비 플래시를 지원하지 않는 애플과의 계속적인 논쟁으로 특징지어졌다. 전 애플 CEO 스티브 잡스는 플래시가 충분히 안정적이거나 안전하지 않다고 주장한 반면 어도비 경영진은 애플이 iOS 플랫폼에 대한 통제권을 유지하기를 원한다고 주장했다. 2010년 4월 스티브 잡스는 Thoughts on Flash라는 제목의 게시물을 게시하여 플래시와 HTML 5의 부상에 대한 자신의 생각을 설명했다. 2010년 7월 어도비는 CQ 제품 라인(WCM, DAM, SOCO 및 모바일)을 통합하는 데이 소프트웨어를 인수했다.
2011년 1월 어도비는 DemDex의 고객 최적화 소프트웨어를 온라인 마케팅 제품군에 추가하려는 의도로 DemDex사를 인수했다. 포토샵 월드 2011에서 어도비는 새로운 모바일 사진 서비스를 공개했다. Carousel은 포토샵 라이트룸 기술을 사용하여 사용자가 모든 플랫폼에서 이미지를 조정하고 미세 조정할 수 있도록 하는 아이폰, 아이패드 및 맥용 새로운 응용 프로그램이다. Carousel을 사용하면 사용자가 자동으로 사진을 동기화, 공유 및 탐색할 수 있다. 이 서비스는 나중에 "어도비 레벨"로 이름이 변경되었다.
2011년 10월 어도비는 모바일 애플리케이션 개발 프레임워크인 폰갭 제조사인 니토비 소프트웨어를 인수했다. 인수의 일환으로 폰갭의 소스 코드가 아파치 재단에 제출되어 아파치 코도바가 되었다.
2011년 11월 어도비는 버전 11.1 이후 모바일 장치용 플래시 개발을 중단하겠다고 발표했다. 대신 모바일 장치용 HTML 5에 중점을 둘 것이다. 2011년 12월 어도비는 비상장 이피션트 프론티어를 인수하기로 최종 계약을 체결했다고 발표했다.
2012년 12월, 어도비는 유타주 레히에 26,000m2 규모의 새로운 기업 캠퍼스를 열었다.
2013년 어도비는 심각한 보안 침해를 겪었다. 회사 소프트웨어의 소스 코드 중 상당 부분이 도난당하여 온라인에 게시되었으며 어도비 고객의 1억 5천만 개 이상의 기록이 즉시 다운로드 가능해졌다. 2012년에는 어도비 해킹으로 인해 약 4천만 세트의 결제 카드 정보가 손상되었다.
회사가 직원 보상을 억압했다고 주장하는 집단소송은 2013년 캘리포니아 연방지방법원에서 어도비를 비롯한 실리콘밸리 소재 3개 회사를 상대로 제기됐다. 2014년 5월에는 어도비, 애플, 구글 등 4개 회사가 공개됐다. 인텔은 소송을 해결하기 위해 4개 회사의 직원 64,000명인 원고와 총 3억 2,450만 달러를 지불하기로 합의했다.
2018년 3월 어도비 서밋에서 회사와 엔비디아는 업계를 주도하는 AI와 심오한 학습 혁신을 신속하게 업그레이드하기 위한 주요 협회를 공개했다. 수년간의 협력을 통해 조직은 엔비디아 GPU를 위한 어도비 센세이 AI 및 기계 학습 구조를 간소화하기 위해 노력할 예정이다. 공동 노력을 통해 어도비 크리에이티브 클라우드 및 익스피리언스 클라우드 고객과 엔지니어를 위한 새로운 센세이 기반 서비스의 실행을 선보이고 향상시키는 데 소요되는 시간이 단축될 것이다.
어도비와 엔비디아는 어도비의 창의적이고 컴퓨터화된 다양한 항목에 대한 GPU 가속 기능을 강화하기 위해 10년 넘게 협력해 왔다. 여기에는 어도비 캐릭터 애니메이터 CC의 자동 립싱크, 포토샵 CC의 얼굴 인식 편집과 같은 센세이 기반 기능과 어도비 스톡 및 라이트룸의 사진 조사와 같은 클라우드 기반 AI/ML 항목 및 기능, 어도비 익스피리언스 슈퍼바이저의 CC 및 자동 레이블 지정이 통합되어 있다.
2018년 5월 어도비는 사모펀드 Permira로부터 전자상거래 서비스 제공업체인 마젠토 커머스를 16억 8천만 달러에 인수할 것이라고 밝혔다. 이번 거래는 분석, 광고, 마케팅 등의 서비스를 제공하는 익스피리언스 클라우드 비즈니스를 강화하는 데 도움이 될 것이다. 본 거래는 2018년 6월 19일에 종료되었다.
2018년 9월 어도비는 마케팅 자동화 소프트웨어 회사인 마케토를 인수한다고 발표했다.
2018년 10월, 어도비는 공식적으로 사명을 어도비 시스템즈에서 어도비로 변경했다.
2019년 1월 어도비는 3D 텍스처링 회사인 Allegorithmic을 인수한다고 발표했다.
2020년에는 연례 어도비 서밋이 코로나19 팬데믹으로 인해 취소되었다. 이 행사는 온라인으로 진행되었으며 총 동영상 조회수는 2,100만 회 이상, 행사 웹사이트 방문자 수는 220만 명 이상을 기록했다.
거대 소프트웨어 회사는 미국 대통령 선거가 다가옴에 따라 자사의 디지털 광고 판매 플랫폼에서 정치 광고 기능을 금지했다.
2020년 11월 9일, 어도비는 마케팅 협업 소프트웨어 제공업체인 워크프론트를 인수하기 위해 15억 달러를 지출할 것이라고 발표했다. 인수는 2020년 12월 초에 완료되었다.
2021년 8월 19일, 어도비는 선도적인 클라우드 기반 비디오 협업 플랫폼인 Frame.io를 인수하기로 최종 계약을 체결했다고 발표했다. 이번 거래 규모는 12억7500만 달러에 달하며 어도비의 2021회계연도 4분기에 마감됐다.
2021년 9월 15일, 어도비는 올해 전자상거래 플랫폼에 결제 서비스를 추가하여 플랫폼의 판매자가 신용카드 및 페이팔을 포함한 결제를 수락할 수 있는 방법을 제공할 것이라고 공식 발표했다.
2022년 9월 어도비는 소프트웨어 디자인 스타트업 피그마를 200억 달러에 인수하기로 합의했다고 발표했다. 피그마의 클라우드 기반 디자인 소프트웨어는 어도비 XD와 직접 경쟁한다. 이 거래는 규제 조사에 직면해 있다. 2023년 2월, 유럽연합 집행위원회는 유럽연합 합병 규정(EUMR)에 따라 인수를 검토할 것이라고 발표했다.

## 제품
어도비 크리에이티브 제품군
어도비 크리에이티브 제품군(어도비 시스템즈가 개발한 그래픽 디자인, 영상 편집, 웹 개발 응용 프로그램들이 한데 묶은 제품군)
데스크톱 소프트웨어
어도비 포토샵, 어도비 인디자인, 어도비 일러스트레이터, 어도비 파이어워크, 어도비 사운드부스, 어도비 오디션
서버 소프트웨어
어도비 콜드퓨전, 어도비 컨텐트 서버, 어도비 라이브사이클
포맷
PDF(Portable Document Format), 포스트스크립트, 액션스크립트, 어도비 플래시(SWF), 플래시 비디오 (FLV)
웹 호스트 서비스
어도비 쿨러, 포토샵 익스프레스, Acrobat.com
웹디자인 프로그램
어도비 드림위버, 어도비 컨트리뷰트, 어도비 플래시
비디오 편집과 시각효과
어도비 프리미어 프로, 어도비 애프터 이펙트
이런닝 소프트웨어
어도비 캡티베이트

## 재정 정보
어도비 시스템즈는 1986년에 나스닥에 들어갔다. 어도비의 2006년 소득은 25,750,000,000 달러였다. 2007년 2월에 어도비의 시가 자본은 거의 230,000,000,000 달러에 육박하였다.
| 연도 | 소득 100만 US-$ | 성장률 % | 순수익 100만 US-$ | 주당 가격 US-$ | 직원 수 |
| ---- | --------------- | -------- | ----------------- | -------------- | ------- |
| 2005 | 1,966           |          | 603               | 30.77          |         |
| 2006 | 2,575           | 23.65%   | 506               | 35.60          |         |
| 2007 | 3,158           | 18.46%   | 724               | 41.97          |         |
| 2008 | 3,580           | 11.79%   | 872               | 35.33          |         |
| 2009 | 2,946           | (21.52)% | 387               | 28.63          |         |
| 2010 | 3,800           | 22.47%   | 775               | 31.21          |         |
| 2011 | 4,216           | 9.87%    | 833               | 31.12          |         |
| 2012 | 4,404           | 4.27%    | 833               | 32.67          |         |
| 2013 | 4,055           | (8.61)%  | 290               | 46.80          | 11,847  |
| 2014 | 4,147           | 2.22%    | 268               | 67.45          | 12,499  |
| 2015 | 4,796           | 13.53%   | 630               | 80.97          | 13,893  |
| 2016 | 5,854           | 18.07%   | 1,169             | 97.32          | 15,706  |
| 2017 | 7,302           | 19.83%   | 1,694             | 144.00         | 17,973  |
| 2018 | 9,030           | 19.14%   | 2,591             | 226.24         | 21,357  |
| 2019 | 11,178          | 19.16%   | 2,951             | 490.564        | 22,634  |
| 2020 | 12,806*         | 12.8%*   | 3,669*            |                | 22,516  |

### 매출
| 회계 연도 | 매출            |
| --------- | --------------- |
| 2012년    | $44,040,000,000 |
| 2011년    | $42,160,000,000 |
| 2010년    | $38,000,000,000 |
| 2009년    | $29,460,000,000 |
| 2008년    | $35,800,000,000 |
| 2007년    | $31,580,000,000 |
| 2006년    | $25,750,000,000 |
| 2005년    | $19,660,000,000 |
| 2004년    | $16,670,000,000 |
| 2003년    | $12,950,000,000 |
| 2002년    | $11,650,000,000 |
| 2001년    | $12,300,000,000 |
| 2000년    | $12,660,000,000 |
| 1999년    | $10,150,000,000 |
| 1998년    | $8,950,000,000  |
| 1997년    | $9,120,000,000  |
| 1996년    | $7,870,000,000  |
| 1995년    | $7,620,000,000  |
| 1994년    | $6,760,000,000  |

## 반응
2000년부터 포춘(Fortune)은 어도비를 일하기 좋은 100대 기업 중 하나로 선정했다. 2021년에는 어도비가 16위에 올랐다. 글래스도어는 어도비를 가장 일하기 좋은 기업으로 선정했다. 2021년 10월 패스트 컴퍼니(Fast Company)는 브랜즈 댓 매터(Brands That Matter) 목록에 어도비를 포함했다. 2008년 10월, 어도비 시스템스 캐나다는 미디어콥 캐나다(Mediacorp Canada Inc.)에 의해 "캐나다 상위 100대 고용주" 중 하나로 선정되었으며 매클린(Maclean)의 뉴스 매거진에 소개되었다.
어도비는 2017년 정부 데이터 요청 처리와 관련하여 전자 프런티어 재단으로부터 별 5개 등급을 받았다.
2022년에 어도비는 DEI(Disability Equality Index)에서 장애인 포용을 위해 가장 일하기 좋은 기업 중 하나로 선정되었다.

## 같이 보기
- 어도비 크리에이티브 제품군
- 오픈타입
- PDF
- 포스트스크립트
- 어도비 콜드퓨전